# Udea accolalis
Udea accolalis là một loài bướm đêm thuộc họ Crambidae, được Philipp Christoph Zeller mô tả năm 1867. Loài này có ở Pháp, Thụy Sĩ, Ý, Áo, Cộng hòa Séc, Slovakia, Hungary, Ba Lan, România, Ukraina, Belarus, và vùng Baltic, Phần Lan, Thụy Điển và Nga.
Sải cánh của loài này dài khoảng 18–19 mm.
Ấu trùng ăn Senecio vulgaris, Picris và Pulicaria dysenterica.